# Ammannia
Ammannia (o también Ammania) es un género con unos  25 o 30 especies de plantas con los tallos rojos que crecen en las áreas húmedas de América, África, Asia, Australia y Europa. Varias especies se cultivas como planta ornamental para acuarios.

## Taxonomía
El género fue descrito por Carlos Linneo y publicado en Species Plantarum 1: 119. 1753. La especie tipo es: Ammannia latifolia
Etimología
Ammannia: nombre genérico que fue nombrado en honor de Paul Amman (1634-1691), botánico, fisiólogo y director del Hortus Medicus en la Universidad de Leipzig.

## Especies aceptadas
A continuación se brinda un listado de las especies  descritas del género Ammannia, ordenadas alfabéticamente. Para cada una se indica el nombre binomial seguido del autor, abreviado según las convenciones y usos. En la relación están incluidos sinónimos.
| - Ammannia alata - Ammannia alternifolia - Ammannia anagalloides - Ammannia andongensis - Ammannia angolensis - Ammannia angustifolia - Ammannia arnhemica - Ammannia aspera - Ammannia auriculata - Ammannia aurita - Ammannia baccifera - Ammannia baumii - Ammannia bequaertii - Ammannia brevistyla - Ammannia burttii - Ammannia calcicola - Ammannia cinerea - Ammannia coccinea - Ammannia cordata - Ammannia crassicaulis - Ammannia crinipes - Ammannia cymosa - Ammannia dentelloides - Ammannia desertorum - Ammannia dinteri - Ammannia dodecandra - Ammannia drummondii - Ammannia elata - Ammannia engleri - Ammannia erecta - Ammannia fernandesiana - Ammannia fruticosa - Ammannia garciae - Ammannia gazensis - Ammannia gracilis - Ammannia grayi - Ammannia heptamera - Ammannia heterophylla - Ammannia icosandra - Ammannia involucrata - Ammannia kilimandscharica - Ammannia lanceolata - Ammannia latifolia - Ammannia linearipetala - Ammannia linearis - Ammannia linifolia - Ammannia loandensis - Ammannia luederitzii - Ammannia lythroides - Ammannia mauritiana - Ammannia maxima - Ammannia minima | - Ammannia moggii - Ammannia mossambicensis - Ammannia muelleri - Ammannia multiflora - Ammannia myriophylloides - Ammannia nagpurensis - Ammannia octandra - Ammannia palmeri - Ammannia parkeri - Ammannia parvula - Ammannia passerinoides - Ammannia pauciramosa - Ammannia pedicellata - Ammannia pedroi - Ammannia petrensis - Ammannia polycephala - Ammannia praetermissa - Ammannia prieureana - Ammannia pringlei - Ammannia prostrata - Ammannia pubescens - Ammannia purpurascens - Ammannia quadriciliata - Ammannia radicans - Ammannia ramosissima - Ammannia rautanenii - Ammannia repens - Ammannia rigidula - Ammannia robertsii - Ammannia robinsoniana - Ammannia robusta - Ammannia sagittifolia - Ammannia saluta - Ammannia santoi - Ammannia sarcophylla - Ammannia schinzii - Ammannia schlechteri - Ammannia senegalensis - Ammannia spathulata - Ammannia striatiflora - Ammannia stuhlmannii - Ammannia teixeirae - Ammannia tenuis - Ammannia tolypobotrys - Ammannia triflora - Ammannia uniflora - Ammannia urceolata - Ammannia wardii - Ammannia volkensii - Ammannia woodii - Ammannia zambatidis |